# トリポリ伯の一覧
トリポリ伯の一覧（トリポリはくのいちらん）とは、トリポリ伯国の統治者の一覧である。本項では、初代のトゥールーズ伯レーモンから末代のルシア (トリポリ伯爵夫人)までの11代のトリポリ伯を書き記す。

## 概要

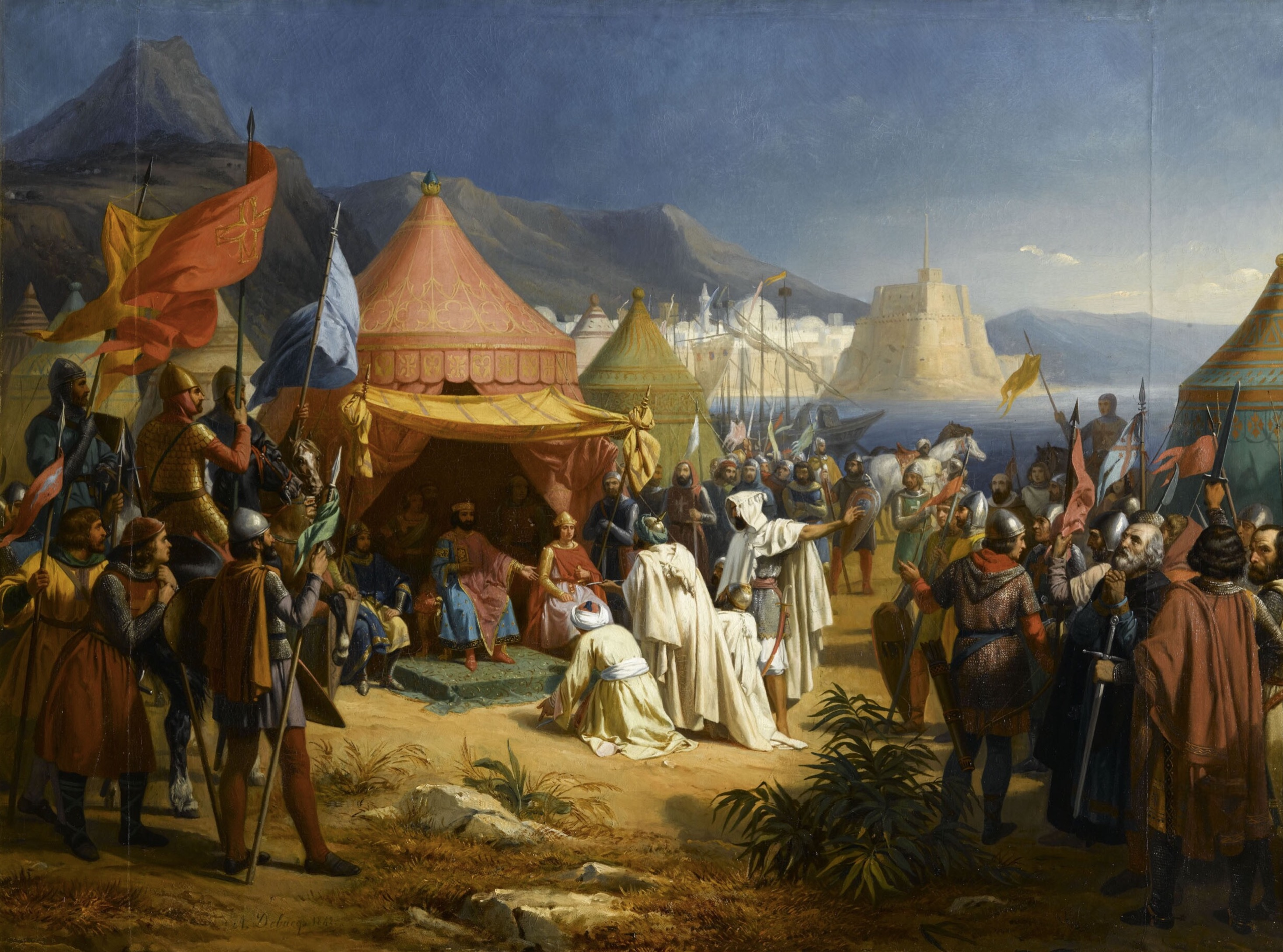
建国

トリポリ伯が支配したトリポリ伯国は十字軍国家の一つで、その中で最後に建国された。また、トリポリ伯国は特に港湾都市の多くを支配しており、ヴェネツィア共和国やジェノヴァ共和国などと交易していた。

## トリポリ伯の一覧
| 名前                      | 画像 | その他の称号                   | 家             | 在位年          |
| ------------------------- | ---- | ------------------------------ | -------------- | --------------- |
| レーモン1世               |      | トゥールーズ伯、プロヴァンス侯 | トゥールーズ家 | 1102年 - 1105年 |
| アルフォンス・ジュルダン  |      | トゥールーズ伯                 | トゥールーズ家 | 1105年 - 1109年 |
| ベルトラン                |      | トゥールーズ伯                 | トゥールーズ家 | 1109年 - 1112年 |
| ポンス1世                 |      |                                | トゥールーズ家 | 1112年 - 1137年 |
| レーモン2世               |      |                                | トゥールーズ家 | 1137年 - 1152年 |
| レーモン3世               |      |                                | トゥールーズ家 | 1152年 - 1187年 |
| ボエモン4世               |      | アンティオキア公               |                | 1187年 - 1233年 |
| ボエモン5世               |      |                                |                | 1233年 - 1251年 |
| ボエモン6世               |      | アンティオキア公               |                | 1251年 - 1275年 |
| ボエモン7世               |      |                                |                | 1275年 - 1287年 |
| ルシア (トリポリ伯爵夫人) |      |                                |                | 1287年 - 1289年 |

| サブスタブ | この項目は、まだ閲覧者の調べものの参照としては役立たない、書きかけの項目です。この項目を加筆・訂正などしてくださる協力者を求めています。このテンプレートは分野別のサブスタブテンプレートやスタブテンプレート（Wikipedia:分野別のスタブテンプレート参照）に変更することが望まれています。 |